# アキシャルフォーミング
アキシャルフォーミング(Axial Forming)とは、シャフトの外周または内周に金型を振動成型により押し当てることにより対称性の高い歯形形成、精密なスプラインを形成する事が可能な塑性加工技術の一つ。
シャフトの外周をリング状の歯型金型で、もしくはシャフトの内径を歯形マンドレルを用いて、軸方向に高速振動加圧することにより、高精度なスプラインを形成することが可能な技術。
歯型がツールそのままの形状で塑性成形されるため、ピッチ誤差の発生を抑え対称性を備えた歯形を形成できるだけでなく、鍛造効果により疲労強度も向上するプロセスであり、シャフト表面に精密かつ対照的な歯形スプラインを形成するための技術として、EVやパワートレインの駆動部品に活用されている。